# Iwan P. Williams
| (15788) 1993 SB        | 16 settembre 1993 |
| (15789) 1993 SC        | 17 settembre 1993 |
| 114156 Eamonlittle     | 4 novembre 2002   |
| 143048 Margaretpenston | 2 novembre 2002   |
| 179595 Belkovich       | 22 giugno 2002    |

Iwan P. Williams (...) è un astronomo britannico.
Il Minor Planet Center gli accredita la scoperta di sette asteroidi, effettuate tra il 1993 e il 2002, tutti in collaborazione con altri astronomi: Alan Fitzsimmons, Michael J. Irwin e Donal O'Ceallaigh.
Si è laureato in astronomia e astrofisica all'Università di Londra nel 1963.
Gli è stato dedicato l'asteroide 3634 Iwan.